# Tom Ingelsby
Thomas J. "Tom" Ingelsby (nacido el 12 de febrero de 1951 en Filadelfia, Pensilvania)  es un exjugador de baloncesto estadounidense que jugó una temporada en la NBA, dos más en la ABA y una última en la CBA. Con 1,90 metros de estatura, lo hacía en la posición de base.

## Trayectoria deportiva

### Universidad
Jugó durante cuatro temporadas con los Wildcats de la Universidad Villanova, en las que promedió 19,2 puntos, 5,3 rebotes y 3,1 asistencias por partido. Junto con Howard Porter y Chris Ford, formó la base del equipo que en 1971 llegó a la final del Torneo de la NCAA en la que cayeron ante UCLA. Sus 1.616 puntos conseguidos a lo largo de su carrera figuran actualmente en la undécima posición de la clasificación histórica de los Wildcats. En 1973 ganó el Trofeo Robert V. Geasey que se otorga al  mejor jugador de la Philadelphia Big 5.

### Profesional
Fue elegido en la vigésimo séptima posición del Draft de la NBA de 1973 por Atlanta Hawks, y también por los New York Nets en el draft de la ABA, fichando por los primeros. Cotton Fitzsimmons, su entrenador, apenas contó con él a lo largo de la temporada, apareciendo tan solo en 48 partidos poco más de 8 minutos por encuentro, promediando 2,7 puntos.
Tras ser despedido por los Hawks, en la temporada 1974-75 cambia de liga fichando como agente libre por los Spirits of St. Louis de la ABA, pero solo juega 22 partidos en los que promedia 5,0 puntos y 2,3 rebotes, siendo despedido en el mes de enero. Pasa prácticamente un año en blanco hasta que en el mes de octubre ficha por San Diego Sails, pero la franquicia quiebra al mes siguiente, quedándose sin equipo.
Jugó una temporada más, en los Lancaster Red Roses de la CBA, antes de retirarse definitivamente.

## Estadísticas de su carrera en la NBA y la ABA

### Temporada regular
| Temporada | Edad | Equipo               | Liga  | P  | TIT | MIN  | TC  | TCA | %TC  | 3P  | 3PA | %3P  | TL  | TLA | %TL   | R.OF. | R.DEF. | REB | ASIS | ROB | TAP | PER | FP  | PTS |
| 1973-74   | 22   | Atlanta Hawks        | NBA   | 48 |     | 8.3  | 1.0 | 2.7 | .382 |     |     |      | 0.6 | 0.8 | .784  | 0.2   | 0.7    | 0.9 | 0.8  | 0.4 | 0.1 |     | 0.9 | 2.7 |
| 1974-75   | 23   | Spirits of St. Louis | ABA   | 22 |     | 15.6 | 2.0 | 4.1 | .489 | 0.0 | 0.2 | .200 | 0.9 | 1.2 | .741  | 1.0   | 1.3    | 2.3 | 1.7  | 0.6 | 0.0 | 0.8 | 0.9 | 5.0 |
| 1975-76   | 24   | San Diego Sails      | ABA   | 5  |     | 2.8  | 0.2 | 0.6 | .333 | 0.0 | 0.0 |      | 0.4 | 0.4 | 1.000 | 0.2   | 0.4    | 0.6 | 0.0  | 0.0 | 0.0 | 0.0 | 0.2 | 0.8 |
| Total     |      |                      | TOTAL | 75 |     | 10.1 | 1.3 | 3.0 | .424 | 0.0 | 0.2 | .200 | 0.7 | 0.9 | .773  | 0.4   | 0.9    | 1.3 | 1.0  | 0.4 | 0.1 | 0.6 | 0.8 | 3.2 |
|           |      |                      | NBA   | 48 |     | 8.3  | 1.0 | 2.7 | .382 |     |     |      | 0.6 | 0.8 | .784  | 0.2   | 0.7    | 0.9 | 0.8  | 0.4 | 0.1 |     | 0.9 | 2.7 |
|           |      |                      | ABA   | 27 |     | 13.3 | 1.7 | 3.4 | .484 | 0.0 | 0.2 | .200 | 0.8 | 1.1 | .759  | 0.9   | 1.1    | 2.0 | 1.4  | 0.5 | 0.0 | 0.6 | 0.7 | 4.2 |